# Winter-Paralympics 1998/Medaillenspiegel
Diese Tabelle zeigt den Medaillenspiegel der 7. Winter-Paralympics, die 1998 in Nagano stattfanden. Die Platzierungen sind nach der Anzahl der gewonnenen Goldmedaillen sortiert, gefolgt von der Anzahl der Silber- und Bronzemedaillen (lexikographische Ordnung). Weisen zwei oder mehr Länder eine identische Medaillenbilanz auf, werden sie alphabetisch geordnet auf dem gleichen Rang geführt.
| Medaillenspiegel | Medaillenspiegel   | Medaillenspiegel | Medaillenspiegel | Medaillenspiegel | Medaillenspiegel |
| Platz            | Land               | Goldmedaille     | Silbermedaille   | Bronzemedaille   | Gesamt           |
| ---------------- | ------------------ | ---------------- | ---------------- | ---------------- | ---------------- |
| 1                | Norwegen           | 18               | 9                | 13               | 40               |
| 2                | Deutschland        | 14               | 17               | 13               | 44               |
| 3                | Vereinigte Staaten | 13               | 8                | 13               | 34               |
| 4                | Japan              | 12               | 16               | 13               | 41               |
| 5                | Russland           | 12               | 10               | 9                | 31               |
| 6                | Schweiz            | 10               | 5                | 8                | 23               |
| 7                | Spanien            | 8                | –                | –                | 8                |
| 8                | Österreich         | 7                | 16               | 11               | 34               |
| 9                | Finnland           | 7                | 5                | 7                | 19               |
| 10               | Frankreich         | 5                | 9                | 8                | 22               |
| 11               | Neuseeland         | 4                | 1                | 1                | 6                |
| 12               | Italien            | 3                | 4                | 3                | 10               |
| 13               | Tschechien         | 3                | 3                | 1                | 7                |
| 14               | Ukraine            | 3                | 2                | 4                | 9                |
| 15               | Kanada             | 1                | 9                | 5                | 15               |
| 16               | Australien         | 1                | –                | 1                | 2                |
|                  | Dänemark           | 1                | –                | 1                | 2                |
| 18               | Slowakei           | –                | 6                | 4                | 10               |
| 19               | Schweden           | –                | 1                | 5                | 6                |
| 20               | Niederlande        | –                | 1                | 1                | 2                |
| 21               | Polen              | –                | –                | 2                | 2                |
| Gesamt           | Gesamt             | 122              | 122              | 123              | 367              |